# ديفيد أوغدن (مصارع رياضي)
ديفيد أوغدن (بالإنجليزية: David Ogden)‏ هو مصارع رياضي بريطاني، ولد في 30 مارس 1968.

## وصلات خارجية
- ديفيد أوغدن على موقع قاعدة بيانات المصارعة الدولية (الإنجليزية)
- ديفيد أوغدن على موقع أوليمبيديا (الإنجليزية)